# Value Object
Das Value Object (auch Wertobjekt) ist ein in der Softwareentwicklung eingesetztes Entwurfsmuster. Wertobjekte sind unveränderbare Objekte, die einen speziellen Wert repräsentieren. Soll der Wert geändert werden, so muss ein neues Objekt generiert werden. Das Entwurfsmuster wird dazu genutzt, Objektvergleiche auf deren Attributwerte zu beziehen, anstatt auf Objektidentität.

## Erklärung
Für spezielle Werte kann es sinnvoll sein, diese als Objekte einer eigenen Klasse zu verwenden. Häufig verwendet wird dieses Entwurfsmuster beispielsweise für Geldbeträge oder Datumsangaben. Bei diesen komplexeren Datentypen können den jeweiligen Klassen von Beginn an eigene Methoden und Eigenschaften mitgegeben werden, die das spätere Arbeiten mit dem Wertobjekt vereinfachen.
Wertobjekte haben, nach der Definition von Eric Evans, drei fundamentale Eigenschaften:
- Wertobjekte haben keine Identität
- Wertobjekte sind nicht veränderbar
- Wertobjekte werden immer in einem gültigen Zustand erzeugt

## Beispiele

### Datum
Die Klasse "Datum" besitzt die Methoden "getYear()" und "getEuropeanDate()" – diese erleichtern den Umgang mit Objekten vom Typ "Datum".

### Beispiel (Java)
- Wertobjekt-Klasse Money (Geld)

```
import
 
java.math.BigDecimal
;

import
 
java.util.Currency
;

import
 
java.util.Objects
;

public
 
final
 
class
 
Money
 
{

	
private
 
final
 
BigDecimal
 
amount
;

	
private
 
final
 
Currency
 
currency
;

	
public
 
Money
(
BigDecimal
 
amount
,
 
Currency
 
currency
)
 
{

		
Objects
.
requireNonNull
(
amount
,
 
"amount should be not null"
);

		
Objects
.
requireNonNull
(
currency
,
 
"currency should be not null"
);

		
this
.
amount
 
=
 
amount
;

		
this
.
currency
 
=
 
currency
;

	
}

	
public
 
BigDecimal
 
getAmount
()
 
{

		
return
 
this
.
amount
;

	
}

	
public
 
Currency
 
getCurrency
()
 
{

		
return
 
this
.
currency
;

	
}

	
public
 
Money
 
add
(
Money
 
other
)
 
{

		
if
 
(
other
 
==
 
null
 
||
 
other
.
currency
 
!=
 
currency
)
 
throw
 
new
 
IllegalArgumentException
(
"Can't add "
 
+
 
other
);

		
return
 
new
 
Money
(
amount
.
add
(
other
.
amount
),
 
currency
);

	
}

	
@Override

	
public
 
boolean
 
equals
(
Object
 
obj
)
 
{

		
if
 
(
obj
 
==
 
null
 
||
 
getClass
()
 
!=
 
obj
.
getClass
())

			
return
 
false
;

		
Money
 
other
 
=
 
(
Money
)
 
obj
;

		
return
 
amount
.
equals
(
other
.
amount
)
 
&&
 
currency
.
equals
(
other
.
currency
);

	
}

}

```